# 祈り (Kis-My-Ft2の曲)
「祈り」（いのり）は、Kis-My-Ft2の楽曲。2010年7月5日にdwango.jpにて着うたフル(R)で配信が開始された。

## 概要
「FIRE BEAT」と共に配信が行われ、Kis-My-Ft2のメンバー全員が出演する『dwango.jp』のテレビCMが放送された。
1stアルバム『Kis-My-1st』初回生産限定盤AのDVDにミュージック・ビデオが収録された。

## 楽曲
| #         | タイトル  | 作詞       | 作曲      | 編曲      | 時間 |
| --------- | --------- | ---------- | --------- | --------- | ---- |
| 1.        | 「祈り」  | 松田モトキ | 山口寛雄  | CHOKKAKU  | 5:27 |
| 合計時間: | 合計時間: | 合計時間:  | 合計時間: | 合計時間: | 5:27 |

## 収録アルバム
- Kis-My-Zero
  - 1stアルバム「Kis-My-1st」初回生産限定盤B特典CD
- KIS-MY-WORLD（初回生産限定盤B）
  - リミックスバージョンを収録。